# Subaru Ascent
Le Subaru Ascent est un VUS multisegment intermédiaire à trois rangées constructeur automobile japonais Subaru.
Il s'agit de la plus grande automobile fabriquée par Subaru. Le SUV à sept ou huit places, au design basé sur le concept VIZIV-7, a fait ses débuts au Salon de l'auto de Los Angeles le 28 novembre 2017. L'Ascent est vendu et livré à partir du troisième trimestre de 2018. Comme son prédécesseur de fabrication américaine, le Tribeca, l'Ascent n'est pas vendu au Japon.

## Historique

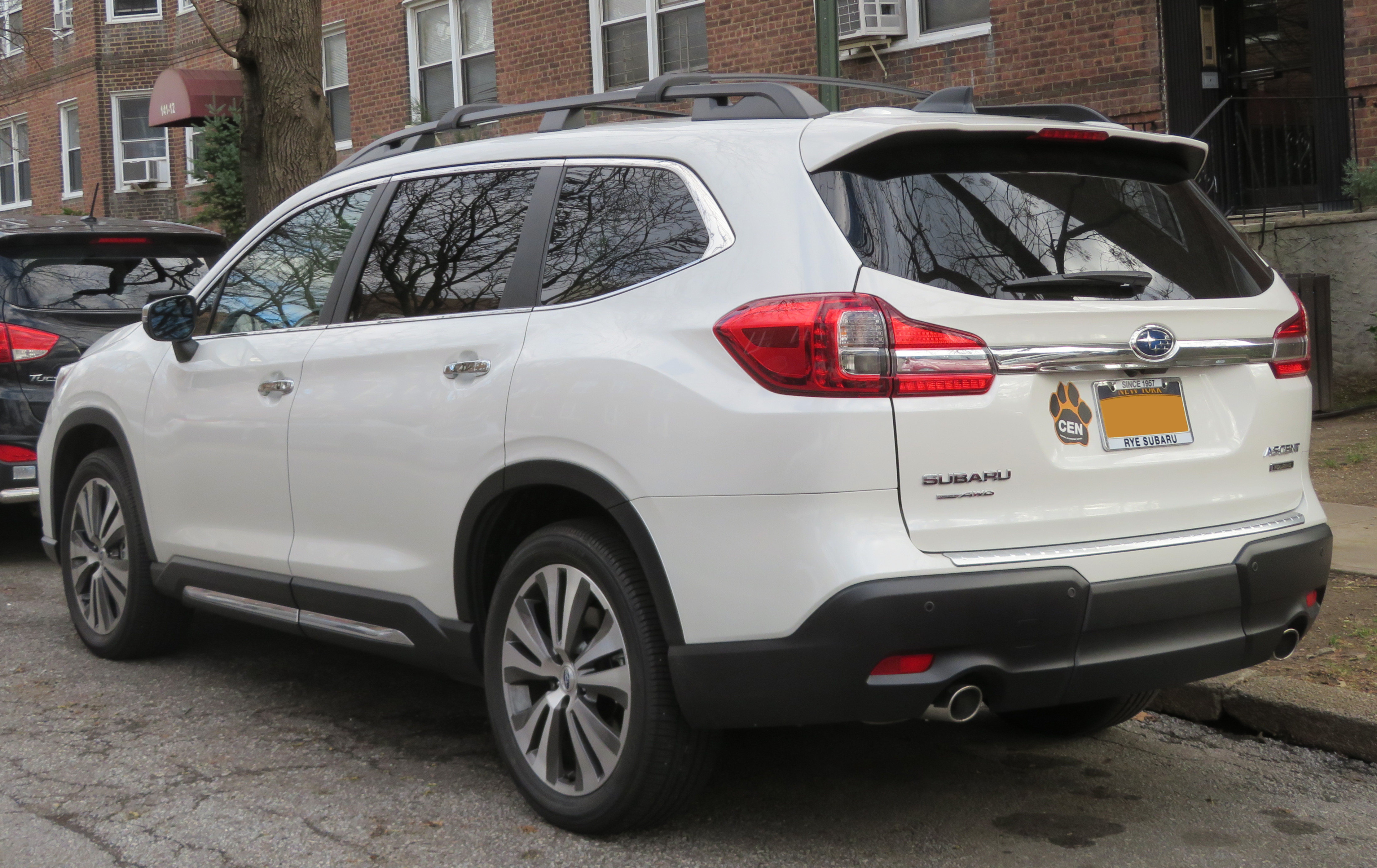
Vue arrière

L'Ascent a été initialement présenté comme un concept-car au Salon international de l'auto de New York 2017 en avril, où il a également été annoncé que Subaru produirait le véhicule dans son usine d'assemblage de Lafayette, Indiana Subaru de l'Indiana. La production a commencé début 2018 aux côtés de l'actuelle Subaru Impreza . Ce devait être le véhicule phare Subaru en Amérique du Nord et remplacer la Subaru Tribeca (anciennement la B9 Tribeca), qui a été abandonnée après l' année modèle 2014. Subaru Japon avait son propre multisegment à trois rangées appelé Subaru Exiga, disponible de 2008 jusqu'à son arrêt en 2018. En termes de design extérieur, il s'apparentait à un Outback à 3 rangées, tout comme l'Ascent se rapproche davantage du Forester.
Les premières photographies d'espionnage des mules de développement Subaru Ascent ont fait surface à la fin de l'été 2016. Bien que l'Ascent ait de nouveau été repéré en test en 2017 avec une date de mise sur le marché prévue mi-2017, la date de mise en vente véritable fut le début de l'été 2018.
En janvier 2020, il a été annoncé que l'Ascent serait vendu aux Philippines au troisième trimestre de 2020 sous le nom de Subaru Evoltis. Cela avait été directement confirmé par Glenn Tan, le président et directeur général de Tan Chong International, la société mère du distributeur Subaru aux Philippines. Subaru a initialement annoncé en novembre 2019 que l'Evoltis serait introduit sur le marché philippin d'ici 2020, mais en raison de la pandémie COVID-19, le lancement a été retardé. L'Evoltis a ensuite été lancé en mai 2021 aux Philippines. Le nom Evoltis est également utilisé en Israël et sur plusieurs marchés sud-américains,,. Le nom Evoltis fut par ailleurs utilisé mondialement pour designer en 2020 le concept car électrique produit avec Toyota qui sera finalement renommé Solterra.

### Campagne de rappel
En août 2018, Subaru a rappelé environ 293 véhicules qui auraient des soudures par points défectueuses. En raison de la complexité de la résolution d'un tel problème, la société a déclaré qu'elle fournirait plutôt aux propriétaires de nouveaux véhicules. La plupart étaient encore dans l'inventaire du concessionnaire; neuf seulement avaient été vendus. Cependant, après inspection physique, les 293 véhicules ont été correctement soudés et autorisés à être mis en service.

## Design
L'Ascent de série est un véhicule utilitaire sport intermédiaire de sept ou huit passagers. La toute nouvelle Ascent est construite sur la plate-forme Subaru Global Architecture (SGA), qui a commencé sa carrière avec la Subaru Impreza de cinquième génération et équipe désormais pratiquement tous les véhicules de la gamme, sauf la WRX. L'Ascent est alimenté par un moteur à essence à quatre cylindres boxer turbocompressé de 264 ch (194 kW) et 2,4 L de cylindré. Tous les modèles Ascent sont équipés de la transmission intégrale avec «X-Mode» en équipement de série, ainsi que des technologies d'assistance à la conduite Subaru EyeSight. Le prix de base de départ aux États-Unis est de 31 995 $, allant jusqu'à 44 695 $ pour le niveau de finition Touring.
Avec les deux rangées de sièges arrière rabattues, l'Ascent a la capacité de chargement totale la plus grande de la gamme Subaru. La garde au sol est de 221 mm. Il y a un total de dix-neuf porte-gobelets dans le véhicule.

### Placement dans la gamme Subaru
L'Ascent commence la gamme avec un niveau de finition de base. Les fonctions standards comprennent la norme Symmetrical All Wheel Drive, technologies d'assistance au conducteur standard EyeSight, des sièges pour huit passagers, des rails de toit surélevés, des surfaces de sièges en tissu, multimédia Starlink, système de climatisation à trois zones, et le moteur à essence Boxer Flat Four-Cylinder (H4) turbocompressé de 2,4 litres développant 264 ch (194 kW).
L'Ascent Premium est la version intermédiaire de l'Ascent. Il ajoute un choix de sept ou huit sièges passagers en supprimant la banquette de deuxième rangée au profit de sièges de capitaine individuels, 2 300 kg de capacité de remorquage maximale, fonctions de sécurité et de sûreté STARLINK avec capacités Wi-Fi mobiles, surfaces de sièges en tissu résistantes aux éclaboussures, détection des angles morts (BLIS) avec détection de croisement arrière et groupe toutes saisons avec sièges avant chauffants. Les fonctionnalités optionnelles comprennent; un hayon arrière électrique, un accès sans clé avec démarrage par bouton-poussoir, un rétroviseur à atténuation automatique, ainsi que le freinage d'urgence en marche arrière dans le cadre d'un «groupe commodité». Le «Pack Sport», qui en plus des caractéristiques incluses dans le «Pack Commodité», ajoute des roues de 20 pouces, un toit ouvrant panoramique, une navigation et un cache-bagages, peut également être installé sur le Premium. Les deux ensembles peuvent être installés avec sept ou huit sièges.
L'Ascent Limited est le niveau de finition «de luxe» de l'Ascent. Il ajoute une garniture en cuir de 20 pouces (50,8 cm) jantes en alliage d'aluminium, accès sans clé avec démarrage par bouton-poussoir, phares avant adaptatifs, freinage automatique en marche arrière et hayon arrière à commande électrique. En option sur l'Ascent Limited est un «groupe technologie» qui ajoute un système audio haut de gamme Harmon-Kardon, un toit ouvrant panoramique, une navigation et un couvercle de l'espace de chargement.
L'Ascent Touring est le niveau de finition haut de gamme Ascent. Il ajoute des surfaces de sièges garnies de cuir marron Java, des sièges capitaine de deuxième rangée avec sept places assises, des sièges avant chauffants et ventilés, des pare-soleil arrière, un toit ouvrant panoramique à commande électrique et un système audio haut de gamme Harman Kardon avec 14 haut-parleurs et 792 watts de puissance totale.

### Modifications entre les années modèles
- 2020: Un nouveau rappel de siège arrière est intégré de série dans la gamme Ascent, la version Premium et les versions supérieures bénéficient d'un système d'éclairage à une touche pour allumer ou éteindre tous les éclairages intérieurs, le hayon électrique arrière en option reçoit un bouton de verrouillage du véhicule, et de nouveaux rétroviseurs extérieurs rabattables électriquement sont de série sur la version Touring supérieure[14].
- 2021: Les phares à LED sensibles à la direction avec feux de route automatiques sont de série sur tous les niveaux de finition. Ils n'étaient auparavant que de série sur les Limited et Touring et n'étaient pas proposés sur les niveaux de finition inférieurs. Le tungstène métallisé a été remplacé par le bronze brillant métallisé, le régulateur de vitesse adaptatif a également été mis à jour, avec une assistance au centrage de voie au lieu de l'aide au maintien de voie précédente. Les modèles Touring ont également reçu une nouvelle couleur intérieure (noir ardoise) qui a donné un deuxième choix de couleur intérieure sur la garniture Touring qui n'était auparavant proposée qu'en marron java. De nouveaux capteurs TPMS à enregistrement automatique ont été rendus standard, ainsi que les sièges des deuxième et troisième rangées recevant des rappels de ceinture de sécurité[15].

### Moteur

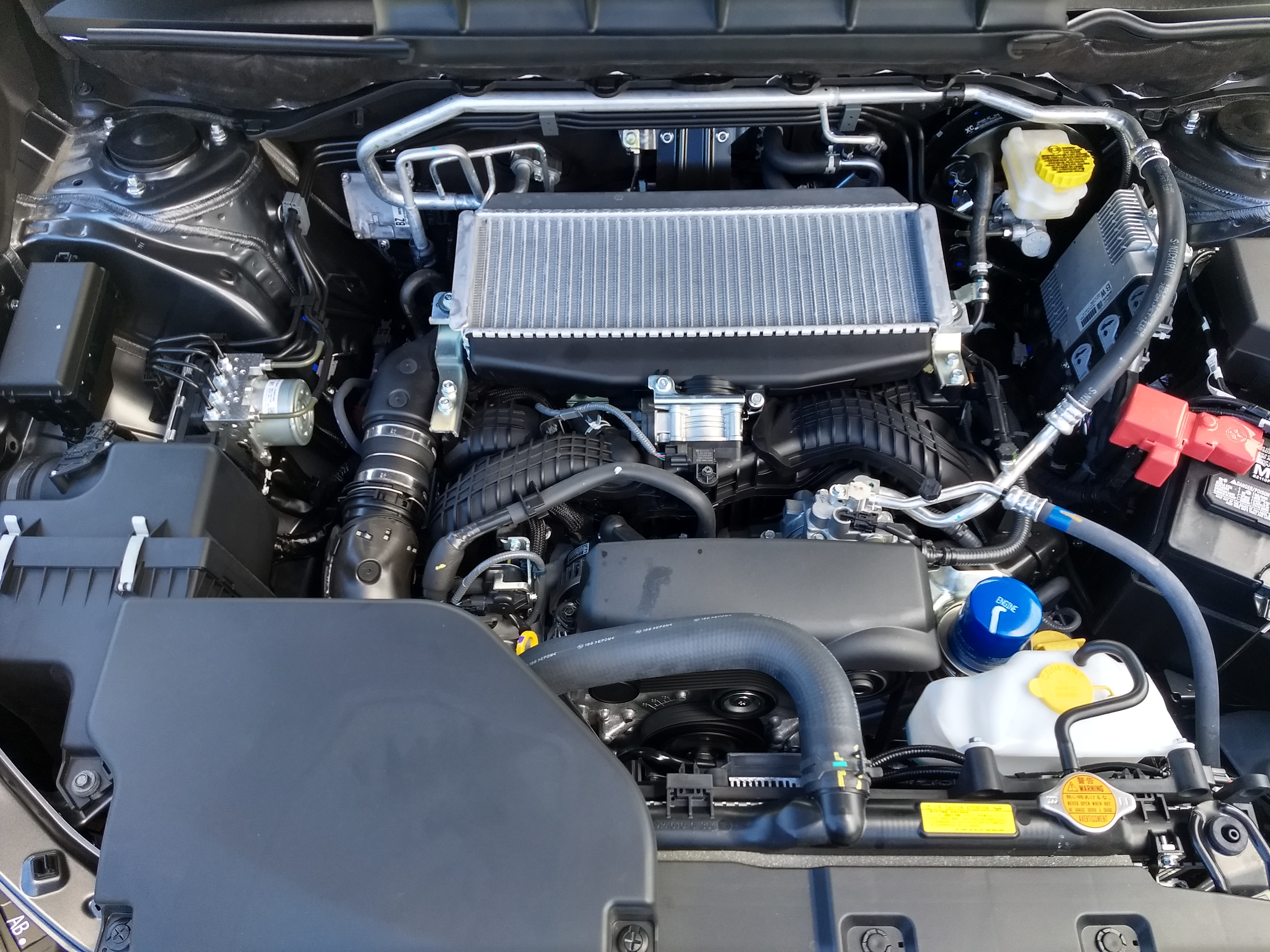
Moteur

L'Ascent est équipé d'un moteur FA24 nouvellement développé. Il s'agit d'un quatre cylindres à plat à injection directe turbocompressé. Le bloc-cylindres et les culasses sont en alliage d'aluminium, et les culasses ont chacune deux arbres à cames en tête entraînés par une chaîne de distribution. La puissance de crête est de 264 ch (194 kW) à 5 600 tr/min et le couple maximal est atteint entre 2 000 et 4 800 tr/min.

### Caractéristiques
Le tout nouvel Ascent a introduit de nouvelles technologies qui n'étaient actuellement pas disponibles dans d'autres modèles Subaru, telles que les capacités Wi-Fi mobiles en option et les technologies d'assistance à la conduite EyeSight de série (le système est actuellement disponible en option sur d'autres modèles Subaru).
Une suite de nouveaux systèmes d'infodivertissement STARLINK, introduits pour la première fois sur la Subaru Impreza 2017, est disponible sur l'Ascent. Le système de base comprend un écran tactile couleur de 18 cm, une connectivité Apple CarPlay et Android Auto de série et la radio satellite SiriusXM. Les fonctionnalités disponibles incluent la navigation GPS intégrée fournie par TomTom et un écran tactile couleur de 20 cm.

## Accueil
En ce qui concerne leur expérience des tests préliminaires d'un prototype de développement, Motor Trend a écrit que la puissance de milieu de gamme semblait un peu limitée lors du dépassement à vitesse de croisière, probablement parce que Subaru visait la meilleure économie de carburant de sa catégorie pour la prochaine Ascent. Ils ont également observé que le trajet était bien amorti et que l'intérieur était silencieux.
L'article de suivi de Motor Trend a déclaré que «le boxer-quatre turbocompressé de 2,4 litres s'avère étonnamment satisfaisant» et que «l'Ascent fournit une motivation suffisante pour rejoindre l'autoroute ou dépasser d'autres véhicules».
Les précommandes ont dépassé les attentes.

## Sécurité

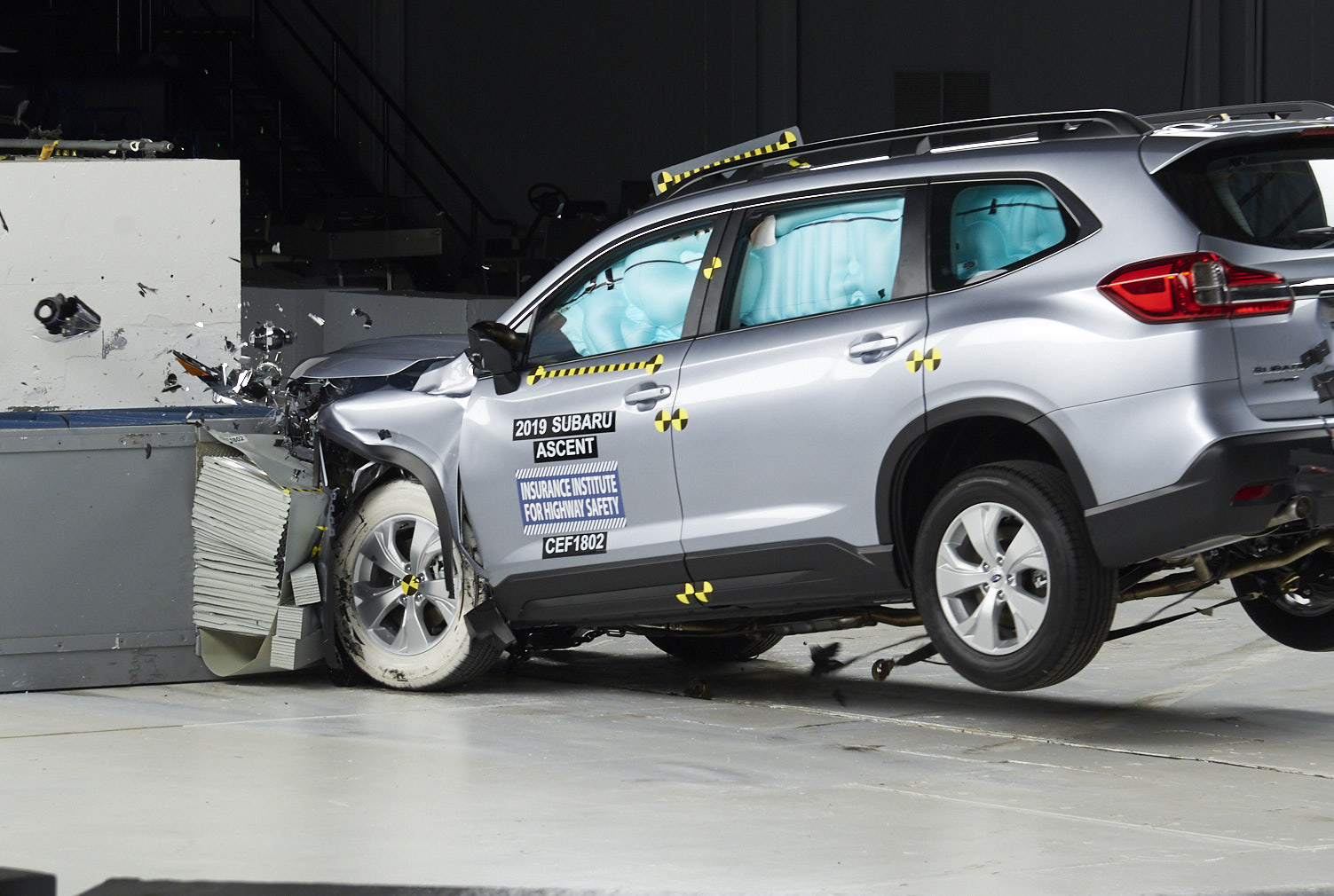
Essai de collision à chevauchement modéré d'une Subaru Ascent 2019 préformé par l'Insurance Institute for Highway Safety

L'Ascent 2021 organise actuellement le Top Safety Pick + 2020 de l'IIHS.
| Petit chevauchement avant (conducteur)                   | Bien                                    |
| Petit chevauchement avant (passager)                     | Bien                                    |
| Chevauchement modéré sur le devant                       | Bien                                    |
| Impact latéral                                           | Bien                                    |
| Résistance du toit                                       | Bien                                    |
| Appuie-tête et sièges                                    | Bien                                    |
| Prévention des collisions avant: véhicule à véhicule     | Supérieur                               |
| Prévention des collisions avant: véhicule à piéton       | Supérieur                               |
| Phares                                                   | Bon (toutes les versions)               |
| Ancrages de siège enfant (loquet) facilité d'utilisation | Bon + (positions LATCH supplémentaires) |

## Ventes
| Année | Ventes |
| ----- | ------ |
| 2018  | 36 211 |
| 2019  | 81 958 |
| 2020  | 67 623 |